# Ernst Behler
Ernst Behler (* 9. April 1928 in Essen; † 16. September 1997 in Seattle) war ein deutscher Philosoph.

## Leben
Behler studierte Philosophie und Literaturwissenschaften an den Universitäten Mainz, München, Paris (Sorbonne) und Bonn. 1951 promovierte er an der Ludwig-Maximilians-Universität München bei Alois Dempf zum Dr. phil. 1961 erfolgte an der Universität Bonn unter Vinzenz Rüfner die Habilitation in Philosophie mit der Arbeit Die philosophische Kontroverse um die Ewigkeit der Welt im 13. Jahrhundert. In diesem Zusammenhang beschäftigte er sich mit Avicenna, Al-Gazali, Averroes und Maimonides. Anschließend lehrte er als Privatdozent der Philosophie an der Universität Bonn. 1965 wurde er an die University of Washington berufen. 1976 wurde er Chairman des Department of Comparative Literature an der University of Washington in Seattle.
Zu seinen Forschungsschwerpunkten gehörten Friedrich von Schlegel und die Frühromantik. Er war Begründer und Herausgeber der Kritischen Friedrich-Schlegel-Ausgabe. Sein Buch Friedrich Schlegel in Selbstzeugnissen und Bilddokumenten ist 2007 in siebter Auflage erschienen. Bekannt sind auch seine beiden Bücher über die Ironie, Klassische Ironie, romantische Ironie, tragische Ironie: Zum Ursprung dieser Begriffe (1981) und Ironie und literarische Moderne (1997).
Ernst Behlers Frau Diana Behler (geboren 1938), eine Schülerin von Raymond Immerwahr, war ebenfalls Professorin für Germanistik und Vergleichende Literaturwissenschaft. Sein Sohn Constantin Behler (1958 – 2016) war Professor an der Universität in Bothell. Behler war befreundet mit Jakob Baxa und Jean Grondin.

## Schriften (Auswahl)
Aufsätze/Monographien
- Die Problemstellung in der arabischen und jüdischen Literatur des Mittelalters. Schöningh, Paderborn 1965.

- Klassische Ironie, romantische Ironie, tragische Ironie. Zum Ursprung dieser Begriffe, Wissenschaftliche Buchgesellschaft, Darmstadt 1981 ISBN 3-534-05741-4.
- Die Zeitschriften der Brüder Schlegel. Ein Beitrag zur Geschichte der deutschen Romantik, Wissenschaftliche Buchgesellschaft,  Darmstadt 1983 ISBN 978-3-534-08839-3.
- Friedrich Schlegel in Selbstzeugnissen und Bilddokumenten, Verlag Rowohlt, Reinbek bei Hamburg, 7. Auflage 2007 [zuerst 1984] ISBN 978-3-499-50123-4.
- Studien zur Romantik und zur idealistischen Philosophie. Zwei Bände. Schöningh, Paderborn 1988/1993.
- Derrida - Nietzsche, Nietzsche - Derrida. Schöningh, Paderborn 1988, ISBN 3-506-70705-1.
- Frühromantik, de Gruyter, Berlin u. a. 1992, ISBN 3-11-011888-2 (Sammlung Göschen 2807), Einführung. Reprint 2010 ISBN 978-3-11-011888-9.
- Unendliche Perfektibilität. Europäische Romantik und französische Revolution, Schöningh, Paderborn 1989, ISBN 3-506-70707-8.
- German romantic literary theory. Cambridge University Press, Cambridge 1993, ISBN 0-521-32585-4.
- Ironie und literarische Moderne, Schöningh, Paderborn; München; Wien; Zürich 1997 ISBN 3-506-70714-0.

Herausgeberschaft
- Kritische Friedrich-Schlegel-Ausgabe, hg. von Ernst Behler u. a., 11 Bde., Schöningh, Paderborn 1958 bis 1979.